# Шуцхафтлагерфюрер

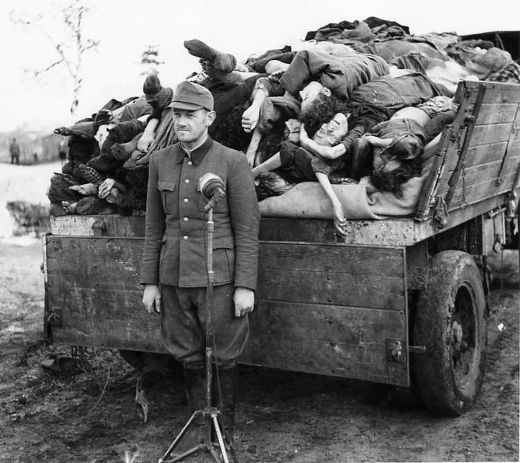
Полонений Франц Гесслер, в різний час шуцхафтлагерфюрер концтаборів Аушвіц, Дора-Міттельбау і Берген-Бельзен на фоні вантажівки з тілами загиблих в'язнів в Берген-Бельзені. Засуджений до смертної кари 17 листопада 1945 року і страчений у в'язниці Гамельна 13 грудня 1945 року.

Шуцхафтлагерфюрер (нім. Schutzhaftlagerführer; начальник «табору попереднього ув'язнення») — воєнізоване звання СС, характерне для концентраційних таборів і таборів смерті підрозділів «Мертва голова», друга посада після коменданта табору. 

## Функція
Шуцхафтлагерфюрер відповідав за економічну функцію табору і ніс відповідальність не тільки за в'язнів, але і за деяких офіцерів СС. Залежно від розміру концентраційного табору, передбачалося до п'ятьох шуцхафтлагерфюрерів, які разом керували різними частинами табору. Перший шуцхафтлагерфюрер також виконував функції заступника коменданта табору.
Ббезпосереднім начальником шуцхафтлагерфюреру був комендант табору, від якого він отримував накази та інші інструкції, яким був зобов'язаний підкорятися. Однак на практиці шуцхафтлагерфюрер мав широкі повноваження з управління в концентраційних таборах. Крім організаційного та практичного керівництва охороною в захисному таборі, він відповідав за контроль і дотримання табірних правил ув'язненими і подання заяв про офіційні табірні покарання в інспекцію концентраційних таборів.
За роботу табору відповідав шуцхафтлагерфюрер та його ад'ютант. Шуцхафтлагерфюрер мав підтримувати порядок, дбати про розпорядок дня, переклички тощо. Йому підпорядковувалися рапортфюрер, арбайтцайнзатцфюрер і оберлагерфюрер (якщо в таборі був жіночий корпус). Вони безпосередньо відповідали за порядок у таборі та призначали в'язнів на зовнішні роботи. Їм підпорядковувалися блокфюрери, кожен з яких відповідав за один або кілька бараків.